# 杜罗河畔拉古纳
杜罗河畔拉古纳是西班牙卡斯蒂利亚-莱昂巴利亚多利德省的一个市镇。总面积29平方公里，总人口19013人（2001年），人口密度656人/平方公里。